# إيان ماتوس
إيان ماتوس (بالبرتغالية: Ian Matos‏) هو غطاس برازيلي، ولد في 24 أبريل 1989 في موانية ‏ في البرازيل.
توفي في مدينة ريو دي جانيرو نتيجة إلتهاب في الرئة في تاريخ 21 ديسمبر عام 2021; عن عمر الذي ناهز 32 عاما.

## روابط خارجية
- إيان ماتوس على موقع الاتحاد الدولي للسباحة (الإنجليزية)
- إيان ماتوس على موقع اللجنة الأولمبية الدولية (الإنجليزية)
- إيان ماتوس على موقع أوليمبيديا (الإنجليزية)